# Riserva naturale provinciale Monte Serra di Sotto
La Riserva naturale provinciale Monte Serra di Sotto è un'area naturale protetta di circa 400 ettari nella provincia di Pisa.
L'area era in precedenza nota come Serra Bassa, dal nome dell'area naturale protetta di interesse locale che è stata sostituita sullo stesso perimetro dalla Riserva naturale. Metà dell'area si trova all'interno del SIC "Monte Pisano".